# Équipe de Nouvelle-Zélande féminine de rugby à XV à la Coupe du monde 2006
L'équipe de Nouvelle-Zélande féminine de rugby à XV à la Coupe du monde 2006 termine première et vainqueur de la compétition, après avoir battu l'équipe de France en demi-finale et l'Angleterre en finale.

## Résultats
5 matchs, 5 victoires, 0 défaite. 202 points marqués (31 essais dont 16 transformés, 5 pénalités), 34 points encaissés.

### Poule A
La Nouvelle-Zélande termine première de son groupe, première au classement général et se qualifie pour les demi-finales.
| Rang | Pays             | J | V | N | D | Em | Ee | Bo | Bd | Pm  | Pe  | Diff | Pts |
| ---- | ---------------- | - | - | - | - | -- | -- | -- | -- | --- | --- | ---- | --- |
| 1    | Nouvelle-Zélande | 3 | 3 | 0 | 0 | 21 | 1  | 2  | 0  | 137 | 7   | +130 | 14  |
| 2    | Espagne          | 3 | 1 | 0 | 2 | 2  | 19 | 0  | 0  | 14  | 115 | -101 | 4   |
| 3    | Kazakhstan       | 3 | 0 | 0 | 3 | 5  | 14 | 0  | 0  | 27  | 97  | -70  | 0   |

|  | qualifié pour les demi-finales (no 1). |

### Premier tour
| 31 août 2006 | Nouvelle-Zélande | 66 – 7 (24 – 7) | Canada                                                       | Ellerslie Rugby Park, Edmonton Arbitre : George Ayoub |
| 31 août 2006 | Essai(s) : Richardson 3 (2e, 25e, 53e), Mortimer (7e), Ruscoe 2 (19e, 58e), Maliukaetau (48e), Marsh (66e), Fa'amausili (74e), Manuel (77e) Transformation(s) : Jensen 4 (20e, 26e, 49e, 53e), Ruscoe (58e), Myers 3 (67e, 78e, 78e) |                 | Essai(s) : Suguwara (35e) Transformation(s) : McCallum (36e) | Ellerslie Rugby Park, Edmonton Arbitre : George Ayoub |
| 31 août 2006 | |                 |                                                              | Ellerslie Rugby Park, Edmonton Arbitre : George Ayoub |

| 4 septembre 2006 | Nouvelle-Zélande | 50 – 0 (29 – 0) | Samoa | St. Albert Rugby Park, St. Albert Arbitre : Malcolm Changleng |
| 4 septembre 2006 | Essai(s) : Marsh 3 (12e, 17e, 37e), Blackledge (15e), Martin (32e), Makata (60e), Ruscoe (65e), Richards (79e) Transformation(s) : Myers 2 (13e, 38e), Jensen 3 (61e, 66e, 80e) |                 |       | St. Albert Rugby Park, St. Albert Arbitre : Malcolm Changleng |
| 4 septembre 2006 | |                 |       | St. Albert Rugby Park, St. Albert Arbitre : Malcolm Changleng |

| 8 septembre 2006 | Nouvelle-Zélande                                                                           | 21 – 0 (6 – 0) | Écosse | Ellerslie Rugby Park, Edmonton Arbitre : Debbie Innes |
| 8 septembre 2006 | Essai(s) : Codling (56e), Blackledge (58e), Mortimer (62e) Pénalité(s) : Myers 2 (3e, 24e) |                |        | Ellerslie Rugby Park, Edmonton Arbitre : Debbie Innes |
| 8 septembre 2006 |                                                                                            |                |        | Ellerslie Rugby Park, Edmonton Arbitre : Debbie Innes |

### Demi-finale
| 1 contre 4 | Nouvelle-Zélande | 40-10 | France |

Mardi 12 septembre à Edmonton (Stade Ellerslie Rugby Park), Nouvelle-Zélande bat France 40-10 (mi-temps : 20-5) 
Arbitre : Malcolm Changleng (Eco) 
- France : 2 essais Delphine Plantet (7), Corinne Devroute (43)

- Nouvelle-Zélande : 6 essais Amiria Marsh (1), Rochelle Martin (10, 34), Emma Jensen (41), Anna Richards (55), Heighway (79), 2 transformations (11, 56) et 2 pénalités (12, 64) Emma Jensen

- France : Christelle Le Duff – Catherine Devillers, Lucie Elodie, Dalila Boukerma (Fanny Horta, 67), Marion Talayrach – (o) Estelle Sartini (Céline Allainmat, 78) – (m) Julie Pujol (Stéphanie Provost, 78) – Delphine Plantet, Clotilde Flaugère, Aline Sagols (Sandrine Jauréguiberry, 78) – Corinne Devroute (Violaine Aubrée, 77), Maylis Bonnin – Danièle Irazu, (Fanny Gelis, 43), Laetitia Salles (Clémence Ollivier, 56), Rosa Marcé

- Nouvelle-Zélande : Amiria Marsh – Claire Richardson, Huriana Manuel, Exia Edwards (Hannah Myers, 66), Victoria Blackledge – (o) Anna Richards (Rebecca Hull, 61) – (m) Emma Jensen (Waimania Teddy, 77) – Rochelle Martin, Shannon Willoughby (Linda Itunu, 54), Melissa Ruscoe – Victoria Heighway, Monalisa Codling (Kimberly Smith, 66) - Casey Robertson, Farah Palmer (cap) (Fiao'o Fa'amausili, 61), Diane Maliukaetau (Helen Va’aga, 77)

### Finale
|  | Nouvelle-Zélande | 25-17 | Angleterre |

Dimanche 17 septembre à Edmonton (Stade Commonwealth), Nouvelle-Zélande bat Angleterre 25-17 (mi-temps : 10-3) 
Arbitre : Simon McDowell (Irl) 
- Nouvelle-Zélande : 4 essais Monalisa Codling (36), Stephanie Mortimer (41), Victoria Heighway (70), Amiria Marsh (79), 1 transformation (37) et 1 pénalité (25) Emma Jensen

- Angleterre : 2 essais essai de pénalité (47), Helen Clayton (76), 1 transformation (48) et 1 pénalité (3) Karen Andrew, 1 transformation (77) Shelley Rae

- Nouvelle-Zélande : Amiria Marsh – Claire Richardson (Hannah Myers, 72), Huriana Manuel, Exia Edwards, Stephanie Mortimer – (o) Anna Richards – (m) Emma Jensen – Rochelle Martin, Linda Itunu (Shannon Willoughby, 58), Melissa Ruscoe – Victoria Heighway, Monalisa Codling - Casey Robertson, Farah Palmer (cap), Diane Maliukaetau

- Angleterre : Charlotte Barras – Danielle Waterman, Sue Day, Kim Oliver (Amy Turner, 77), Kim Shaylor – (o) Karen Andrew (Shelley Rae, 67) – (m) Joanne Yapp (cap) – Georgia Stevens, Margaret Alphonsi, Catherine Spencer (Helen Clayton, 72), – Jenny Sutton, Jenny Lyne (Tamara Taylor, 61), – Rochelle Clark, Amy Garnett, Vanessa Gray (Vanessa Huxford, 63)

## Statistiques

### Meilleurs marqueurs d'essais
1. Amiria Marsh: 6 essais
2. Rochelle Martin, Stephanie Mortimer, Claire Richardson, Melissa Ruscoe: 3 essais
3. Victoria Blackledge, Monalisa Codling, Victoria Heighway, Anna Richards: 2 essais
4. Fiao'o Fa'amausili, Emma Jensen, Rachel Makata, Diane Maliukaetau, Huriana Manuel: 1 essai

### Meilleures réalisatrices
1. Emma Jensen: 34 points
2. Amiria Marsh: 30,
3. Melissa Ruscoe: 17,
4. Hannah Myers: 16,
5. Rochelle Martin, Stephanie Mortimer, Claire Richardson: 15,
6. Victoria Blackledge, Monalisa Codling, Victoria Heighway, Anna Richards: 10,
7. Fiao'o Fa'amausili, Rachel Makata, Diane Maliukaetau, Huriana Manuel: 5.

## Composition
Les joueuses ci-après ont joué pendant cette Coupe du monde 2006. Les noms en gras désignent les joueuses qui ont été titularisées le plus souvent.

### Première ligne
- Fiao'o Fa'amausili (3 matchs, 1 titularisation, 1 essai)
- Diane Maliukaetau (4 matchs, 4 titularisations, 1 essai)
- Beth Mallard (2 matchs, 1 titularisation)
- Melodie Ngatai (2 matchs, 1 titularisation)
- Farah Palmer (5 matchs, 4 titularisations)
- Casey Robertson (4 matchs, 4 titularisations)
- Helen Vaaga (2 matchs, 0 titularisation)

### Deuxième ligne
- Monalisa Codling (5 matchs, 5 titularisations, 2 essais)
- Victoria Heighway (4 matchs, 4 titularisations, 2 essais)
- Rachel Makata (2 matchs, 0 titularisation, 1 essai)
- Kimberly Smith (4 matchs, 1 titularisation)

### Troisième ligne
- Rochelle Martin (5 matchs, 5 titularisations, 3 essais)
- Melissa Ruscoe (5 matchs, 4 titularisations, 3 essais)
- Shannon Willoughby (5 matchs, 3 titularisations)
- Linda Itunu (4 matchs, 3 titularisations)

### Demi de mêlée
- Emma Jensen (5 matchs, 4 titularisations, 1 essai, 10 transformations, 3 pénalités)
- Waimania Teddy (3 matchs, 1 titularisation)

### Demi d'ouverture
- Rebecca Hull (4 matchs, 2 titularisations)
- Anna Richards (5 matchs, 4 titularisations, 2 essais)

### Trois-quarts centre
- Exia Edwards (5 matchs, 4 titularisations)
- Huriana Manuel (4 matchs, 4 titularisations, 1 essai)
- Hannah Myers (5 matchs, 2 titularisations, 5 transformations, 2 pénalités)

### Trois-quarts aile
- Victoria Blackledge (3 matchs, 3 titularisations, 2 essais)
- Stephanie Mortimer (3 matchs, 3 titularisations, 3 essais)
- Claire Richardson (4 matchs, 4 titularisations, 3 essais)
- Amy Williams (2 matchs, 0 titularisation)

### Arrière
- Amiria Marsh (5 matchs, 4 titularisations, 6 essais)